# Nagy Diána
Nagy Diána (Budapest, 1982 –) magyar grafikus, illusztrátor. Grafikai munkái mellett tárgyakat is tervez, falterveket készít és fest fel.

## Életpályája
A MOME-n diplomázott grafikusként (2007), majd vizuálisművészet-tanárként (2011). 2014-ben DLA fokozatot szerzett. Szabadúszó grafikusként, illusztrátorként és a Visart Művészeti Akadémia művészeti tanáraként dolgozik. 
Részt vett – többek között – az Illusztrátorok Kiállításán a Bolognai Gyerekkönyv Fesztiválon, valamint a Portugáliában megrendezett Illusztráció Biennálén.

## Díjai, elismerései
Munkáival számos díjat nyert.

## Illusztrált művek (válogatás)
- Arany László: A kis kakas gyémánt félkrajcárja; Scolar Kiadó, Budapest, 2019
- Ugorj, cica az egérre! Állatos népi mondókák; szerk. Tóth Emese, ill. Nagy Diána; Naphegy, Budapest, 2021